# Malwarebytes
Malwarebytes (dříve Malwarebytes Anti-Malware) je antivirový program pro Microsoft Windows, macOS, ChromeOS, Android a iOS, který vyhledává a odstraňuje malware. Vyvinut byl společností Malwarebytes Corporation a poprvé byl vydán v lednu 2006. Je k dispozici v bezplatné verzi, která vyhledává a odstraňuje malware při ručním spuštění, a v placené verzi, která navíc poskytuje plánované skenování, ochranu v reálném čase a skener flash paměti.

## Služby
Malwarebytes je především skener, který skenuje a odstraňuje škodlivý software, včetně podvodného bezpečnostního softwaru, adwaru a spywaru. Malwarebytes provádí skenování v dávkovém režimu a na vyžádání nekontroluje všechny otevřené soubory, což minimalizuje rušení při současném běhu jiného antivirového programu.
Malwarebytes je k dispozici v bezplatné i placené verzi. Bezplatnou verzi může uživatel spustit ručně podle potřeby, zatímco placená verze může provádět plánované skenování, automaticky skenovat soubory při otevření, blokovat IP adresy škodlivých webových stránek a skenovat pouze ty služby, programy a ovladače zařízení, které jsou právě používány.

## Bezpečnostní zranitelnosti
Dne 2. února 2016 objevil Project Zero čtyři zranitelnosti v programu Malwarebytes, včetně nedostatečného šifrování aktualizačních souborů na straně serveru a špatného zabezpečení dat. Kombinace těchto chyb umožňovala útočníkovi překompilovat zašifrovaný payload pomocí exploitů. Společnost Malwarebytes reagovala den před veřejným zveřejněním výzkumu v článku na blogu, v němž podrobně popsala extrémní obtížnost provedení těchto útoků a také uvedla, že oznámené problémy na straně serveru a šifrování byly vyřešeny během několika dní po soukromém zveřejnění informací. Ovšem v době veřejného zveřejnění výzkumu nebyly zranitelnosti stále vyřešené. Společnost Malwarebytes také zveřejnila informace o tom, jak chránit současné uživatele, dokud nebudou zranitelnosti opraveny. Tato událost vyústila v založení oficiálního programu odměn za odhalení chyb společností Malwarebytes, který od roku 2018 nabízí až 6000 dolarů za každé odhalení v závislosti na závažnosti a zneužitelnosti.